# Wildes Holz
Wildes Holz ist eine dreiköpfige Instrumentalband aus Deutschland, deren Mitglieder Blockflöte, Gitarre und Kontrabass spielen. Die Gruppe vermischt verschiedenste musikalische Themen aus Eigenkompositionen mit Klassikern aus Popular- und klassischer Musik.

## Besetzung
Tobias Reisige
Reisige begann im Alter von sechs Jahren die Blockflöte zu spielen und vor allem während seiner Jugend spielte er zusätzlich Saxophon. Reisige studierte an der Folkwang Hochschule in Essen und unterließ es lange, seine Fähigkeiten auf der Blockflöte in den Bands, in denen er aktiv war, anzubieten. Stattdessen übertrug er seine Saxophon-Parts im Privaten auf die favorisierte Blockflöte. Er ist diplomierter Jazz-Blockflötist und zusätzlich pädagogisch ausgebildet.
Anto Karaula († 2018)
Karaula spielte ebenfalls seit er sechs Jahre alt war die Akustik-Gitarre. Vor der Zeit in Wildes Holz nutzte er zwischenzeitlich auch eine E-Gitarre. Karaula starb am 15. August 2018.
Markus Conrads
Conrads ist Diplom-Informatiker und studierte zwischen 2002 und 2007 Jazz-Kontrabass an der Folkwang Hochschule in Essen.
Djamel Laroussi (2019–2020)
Laroussi ist ein algerischer Musiker und Gitarrist, welcher nach Karaulas Tod zwischen 2019 und 2020 Mitglied von Wildes Holz war. Abgelöst wurde er 2021 von Johannes Behr. Er stieg aus, mit der Begründung er wolle sich wieder auf seine algerischen Wurzeln konzentrieren.
Johannes Behr (seit 2021)
Behr kommt ursprünglich aus Remscheid. Er erlernte autodidaktisch die Akustikgitarre, studierte am Conservatorium van Amsterdam Jazz-Gitarre und arbeitete mit Tom Gaebel sowie zahlreichen weiteren namhaften Jazzmusikern.
Nach Karaulas und Laroussi ist er nun der Gitarrist des Trios.

## Diskografie
Wildes Holz hat folgende Alben veröffentlicht:
- Wildes Holz (2000)
- Live im Glashaus (2002)
- Vor der Hütte (2004)
- Hin und Weg (2008)
- Wildes Holz im Ebertbad (2009)
- Wilder die Flöten nie klingen! (2013)
- Massiv (2013)
- Astrein (2015)
- Alle Jahre wilder - live (2017)
- Ungehobelt (2018)
- Freunde (2018)
- Höhen und Tiefen (2019)
- Farewell Djamel (EP) (2021)
- Grobe Schnitzer (2022)
- 25 Jahre auf dem Holzweg (Jubiläums-Doppel-CD) (2023)

## Auftritte
2014 absolvierte die Gruppe eine Deutschland-Tournee, die bis 2016 datiert war. Im Februar 2015 war Wildes Holz im Deutschlandradio Kultur in der Sendung „Tonart“ zu hören, sie ersetzte einmalig die Gruppe heavytones in der TV-Sendung Tvtotal. Am 22. Mai 2020 berichtete das WDR-Fernsehen in der Sendung Lokalzeit Ruhr über ein Open-Air-Konzert der Gruppe in Herne.  Am 25. Januar 2024 waren Wildes Holz im ZDF-Morgenmagazin in Aktion.

## Rezeption
„Wenn da die Klänge Purzelbäume schlagen, die Instrumente tirilieren oder grimmig schnarren, wenn der Schalk aus vermeintlich bekannten Melodien hervorbricht, dann spürt man bei allem Können eben auch die menschliche Harmonie, die jede Improvisation beflügelt.“

“Dancing to recorder music? You´d better believe it. Wildes Holz had the audience […] head-banging, pogoing and generally gawping with amazement at the sheer fluency and showmanship of recorder-player Tobias Reisige […] Their own music is beautifully orchestrated with strong themes, brilliantly interlocking acoustic guitar and double bass parts, lightning-quick changes of tempo and mood, heaps of energy and masterful improvisation.”

„Zu Blockflöte tanzen? Glauben sie es besser. Wildes Holz brachte das Publikum zum Headbangen, Pogo – generell zum begeisterten Angaffen der puren Gewandheit und Zurschaustellung von Blockflötenspieler Tobias Reisige. Ihre eigene Musik ist schön orchestriert mit starken Themen, verbindet brilliant die Konzertgitarre mit doppelten Bass-Phasen, wechselt blitzschnell Tempi und Stimmung und strotzt vor Energie und meisterhafter Improvisation.“

„Reizt alleine schon die einmalige Gesellung von Blockflöte, Gitarren und Kontrabass, so besteht doch wohl das wichtigste Geheimnis des Trios darin, dass es eine Freunde-Band ist. Da ist viel Freude an der Musik spürbar. Doch es gibt so viele Eigenarten, Temperament und Spielweisen, dass man auch von einem Klangfarbenorchester sprechen könnte.“